# 斧镖水蚤属
斧镖水蚤属（学名：Dolodiaptomus）为镖水蚤科的一个属。

## 下属物种
本属包括以下物种：
- 尾刺斧镖水蚤 Dolodiaptomus spinicaudatus Shen & Tai, 1964